# Katuništa (vattendrag)
Katuništa (makedonska: Катуништа) är ett vattendrag i Nordmakedonien.   Det rinner genom kommunen Resen, i den sydvästra delen av landet, 100 kilometer söder om huvudstaden Skopje.